# Dark Necessities
«Dark Necessities» — песня американской рок-группы Red Hot Chili Peppers, первый сингл с их одиннадцатого студийного альбома The Getaway. Она появилась в отрыве от всего альбома, на месяц раньше, в виде касетного сингла, после анонса песни на их странице в Twitter 2 мая 2016 года. Её соавтором является Брайан Бёртон. Он же стал продюсером альбома, сменив Рика Рубина, который 27 лет работал с RHCP и выпустил с ними 6 пластинок.
Для Бёртона эта песня была фаворитом, и он добился того, что именно «Dark Necessities» стала первым синглом. Ведь в это же время RHCP хотели выпустить «The Getaway», как первый трек, а менеджеры группы и лэйбл вообще были за «Go Robot». Dark Necessities дебютировал вживую 22 мая 2016 года на фестивале Rock on the Range в Колумбусе, штат Огайо.
Живую версию, записанную в Canal + Studios в Париже, можно найти на EP Live in Paris.

## Хит-парады
Высшая позиция:
- #1 CanadaRock (Billboard)
- #1  US Rock Airplay (Billboard)
- #1  US Alternative Songs (Billboard)
- #1 Mainstream Rock Tracks|US Mainstream Rock
- #1  US Mainstream Rock (Billboard)
- #1  US Adult Alternative Songs (Billboard)
- #1  New Zealand Heatseekers (Recorded Music NZ)

## Отзывы
«Dark Necessities» заняли 12-е место в списке «50 лучших песен 2016 года» Rolling Stone. Они написали: "Их возвращение стало уместным с Danger Mouse, когда Энтони захотел рассказать о своих самых мрачных, одурманивающих воспоминаниях, о басовой линии Фли, полной крови, сахара, секса и магии ".

## Музыкальное видео
Видеоролик, снятый Оливией Уайлд, был опубликован на странице группы в Фейсбуке 16 июня 2016 года. Крис Блаувельт работал оператором. О съемках она высказывалась в своём Instagram: « Прошлой ночью Чад Смит порвал эту установку, когда я попросила его играть вдвое быстрее обычной скорости» Я подкинула им идею, и они её выбрали, они дали мне шанс, и я бесконечно благодарна им за это, мне дали возможность заняться новым видом деятельности. В клипе Фли в перчатках играл на басу в окружении немытой посуды, Энтони Кидис, как всегда без рубашки совмещал пение и речетатив, Чад как уже было сказано выше "разрывал" барабаны, а Джошу было уделено мало времени. В клипе также снялись четыре девушки на лонгбордах: Кармен Шафер, Аманда Каоэлл, Аманда Повелл и Ноэль Муллиган.

## Состав
Коллектив группы
- Энтони Кидис — основной вокал
- Фли — бас
- Чед Смит — барабаны, перкуссия
- Джош Клингхоффер — гитара, бэк-вокал, пианино

Дополнительные музыканты
- Дэниел Луппи — струнная аранжировка
- Питер Кент — скрипка
- Шэрон Джексон— скрипка
- Брайана Бэнди — альт
- Армен Каджиян — виолончель

## Чарты
| Чарт (2016)                                  | Высшая позиция |
| -------------------------------------------- | -------------- |
| Аргентина (Monitor Latino)                   | 5              |
| Австралия (ARIA)                             | 52             |
| Австрия (Ö3 Austria Top 40)                  | 48             |
| Бельгия/Фландрия (Ultratop 50)               | 18             |
| Бельгия/Валлония (Ultratip Bubbling Under)   | 5              |
| Канада (Billboard Canadian Hot 100)          | 51             |
| Канада (Billboard Rock)                      | 1              |
| France (SNEP)                                | 45             |
| Чехия (Singles Digitál Top 100)              | 52             |
| Чехия (Rádio — Top 100)                      | 6              |
| Германия (GfK)                               | 47             |
| Венгрия (Single Top 40)                      | 19             |
| Iceland (RÚV)                                | 6              |
| Ирландия (IRMA)                              | 67             |
| Израиль (Media Forest)                       | 2              |
| Italy (FIMI)                                 | 54             |
| Япония (Billboard Japan Hot 100)             | 47             |
| Lebanon (Lebanese Top 20)                    | 15             |
| Нидерланды (Single Top 100)                  | 60             |
| New Zealand Heatseekers (Recorded Music NZ)  | 1              |
| Польша (Polish Airplay Top 100)              | 80             |
| Portugal (AFP)                               | 43             |
| Шотландия (OCC Scotland)                     | 55             |
| Slovenia (SloTop50)                          | 26             |
| Швейцария (Schweizer Hitparade)              | 39             |
| Великобритания (OCC UK Singles)              | 72             |
| США (Billboard Hot 100)                      | 67             |
| США (Billboard Hot Rock & Alternative Songs) | 6              |
| США (Billboard Rock & Alternative Airplay)   | 1              |
| США (Billboard Alternative Airplay)          | 1              |
| США (Billboard Mainstream Rock)              | 1              |
| США (Billboard Adult Alternative Songs)      | 1              |

| Чарт (2016)                 | Позиция |
| --------------------------- | ------- |
| Аргентина (Monitor Latino)  | 21      |
| Бельгия (Ultratop Flanders) | 62      |

## Сертификации
| Регион | Сертификация | Продажи |
| --- | ------------ | ------- |
| Канада (Music Canada) | Золотой      | 40 000  |
| Италия (FIMI) | Платиновый   | 50 000  |
| Великобритания (BPI) | Золотой      | 400 000 |
| ^ Данные о тиражах приведены только на основе сертификации. · Данные о продажах + прослушиваниях приведены только на основе сертификации. |              |         |